# Monacha cantiana
Monacha cantiana är en snäckart som först beskrevs av Montagu 1803.  Monacha cantiana ingår i släktet Monacha och familjen hedsnäckor. IUCN kategoriserar arten globalt som livskraftig. Arten är reproducerande i Sverige. Inga underarter finns listade i Catalogue of Life.